# Salix rhamnifolia
Salix rhamnifolia là một loài thực vật có hoa trong họ Liễu. Loài này được Pall. miêu tả khoa học đầu tiên.